# Ernst Oswald Johannes Westphal
Ernst Oswald Johannes Westphal, född 1919, död 1990, var en sydafrikansk lingvist och specialist på bantu- och khoisanspråk.
Ernst Westphal föddes i Khalava i Vendaland som son till tyska lutherska missionärer och sägs redan som barn ha talat tyska, engelska, afrikaans och det lokala språket venda flytande. Han studerade zulu och sesotho under professor Clement Martyn Doke vid universitetet i Witwatersrand, där han avlade examen 1942 och sedan undervisade fram till 1947. Han var lektor i bantuspråk vid School of Oriental and African Studies i London 1949–1962 och professor i afrikanska språk vid School of African studies vid universitetet i Kapstaden från 1962 till sin pensionering 1984.
Hans doktorsavhandling The sentence in Venda (London University, 1955) skall vara helt baserad på hans egna kunskaper i språket och använde ingen annan informant. Enligt en nekrolog av David Rycroft kunde Westphal, som ursprungligen var bantuexpert, mer än ett dussin sydafrikanska språk och blev med tiden en erkänd världsauktoritet på khoisanspråk.
Westphal tillägnades en postumt utgiven festskrift, African linguistic contributions: presented in honour of Ernst Westphal, ed. by Derek F. Gowlett (Pretoria: Via Afrika, 1992).